# Sidney Jellicoe
Sidney Jellicoe (25 de agosto de 1906 - 24 de noviembre de 1973) fue un decano emérito británico-canadiense, erudito bíblico, profesor de divinidad de Harrold, educador teológico, sacerdote y caballero.
Él era un erudito de St Chad's College, Durham. Después de la ordenación en York Minster en 1934, se desempeñó como párroco en Inglaterra durante once años, luego fue capellán y profesor durante ocho años en Bishop Otter Training College, Chichester. En 1952, se convirtió en Decano de Divinidad y profesor Harrold en la Universidad de Bishop, Lennoxville, Quebec. En 1966, se convirtió en Decano de Teología y en 1971 Decano Emérito, así como primer Presidente de la División de Estudios de Posgrado. En 1955, el Colegio Diocesano de Montreal le confirió el título de Doctor en Divinidad (honoris causa) y en 1970 la Universidad Bishop's le otorgó el título honorario de Doctor en Derecho Civil. Fue uno de los fundadores de la Organización Internacional de Estudios de Septuaginta y Cognatos (IOSCS) entre los que se incluye a Robert A. Kraft.

## Obras publicadas
También escribió una serie de artículos para revistas académicas, como los Estudios del Nuevo Testamento y el Catholic Biblical Quarterly. En 1968, su trabajo definitivo sobre los estudios de la Septuaginta del siglo XX fue publicado por Oxford Clarendon Press, titulado The Septuagint and Modern Study.
- Sidney Jellicoe (1968). The Septuagint and modern study. Oxford: Clarendon Press. ISBN 9780198266174. OCLC 362777.
- Sebastian P Brock; Charles Theodore Fritsch; Sidney Jellicoe (1973). A classified bibliography of the Septuagint. Arbeiten zur Literatur und Geschichte des Hellenistischen Judentums. Vol. 6. Leiden, Netherlands: E.J. Brill. OCLC 760456592.
- Sidney Jellicoe (1974). Studies in the Septuagint: origins, recensions, ad interpretations: selected essays. Library of biblical studies. New York. OCLC 470456469.